# 铁桥 (塔拉韦拉-德拉雷纳)
铁桥（西班牙語：Puente de Hierro）也称为索菲亚皇后桥（西班牙語：Puente Reina Sofía）是西班牙托萊多省塔拉韦拉-德拉雷纳的一座跨过塔霍河的拱桥，1908年10月25日竣工通车。